# Sardonedo
Sardonedo es una localidad del municipio leonés de Santa Marina del Rey, en la Comunidad Autónoma de Castilla y León. El pueblo se encuentra al norte del municipio, entre el Canal del Páramo y el río Órbigo. Se accede a la localidad a través de la carretera LE-6419 que conecta Santa Marina del Rey con Alcoba de la Ribera.
La iglesia está dedicada a san Adrián.

## Localidades limítrofes
Confina con las siguientes localidades:
- Al norte, al otro lado del río Órbigo, con Quiñones del Río y siguiendo la carretera LE-6419 con Alcoba de la Ribera.
- Al sureste con Celadilla del Páramo.
- Al sur con Santa Marina del Rey.
- Al oeste con Turcia.
- Al noroeste con Armellada.

## Demografía
Evolución de la población
| Gráfica de evolución demográfica de Sardonedo entre 2000 y 2017    |
|                                                                    |
| Población de derecho (2000-2017) según el padrón municipal del INE |

## Historia
Así se describe a Sardonedo en el tomo XIII del Diccionario geográfico-estadístico-histórico de España y sus posesiones de Ultramar, obra impulsada por Pascual Madoz a mediados del siglo XIX:

Lugar en la provincia de León, partido judicial y diócesis de Astorga, audiencia territorial y capitanía general de Valladolid, ayuntamiento de Santa Marina del Rey. Situado en la ribera alta del Órbigo; su clima es bastante sano. Tiene 38 casas; escuela de primeras letras; iglesia parroquial (San Adrián) servida por un cura de ingreso y presentación del concejo y vecinos del pueblo, y buenas aguas potables. Confina con Turcia, Armellada, Santa Marina del Rey, Celada y Velilla de la Reina. El terreno es llano y de buena y mediana calidad, le fertilizan las aguas del Órbigo por medio de un cauce. Los caminos son locales. Producciones: trigo, centeno, lino y pastos; cría ganados y alguna caza y pesca. Industria: telares de lienzos ordinarios. Población: 35 vecinos, 164 almas. Contribución: con el ayuntamiento.
Diccionario geográfico-estadístico-histórico de España y sus posesiones de Ultramar